# Olympische Sommerspiele 1936/Teilnehmer (Tschechoslowakei)
| Gelbes Symbol für Goldmedaillen mit stilisierten Olympischen Ringen | Graues Symbol für Silbermedaillen mit stilisierten Olympischen Ringen | Braundes Symbol für Bronzemedaillen mit stilisierten Olympischen Ringen |
| ------------------------------------------------------------------- | --------------------------------------------------------------------- | ----------------------------------------------------------------------- |
| 3                                                                   | 5                                                                     | —                                                                       |

Die Tschechoslowakei nahm an den Olympischen Sommerspielen 1936 in Berlin mit einer Delegation von 164 Athleten (151 Männer und dreizehn Frauen) an 95 Wettbewerben in sechzehn Sportarten teil. Hinzu kamen weitere 26 Teilnehmer (darunter eine Frau) in den Kunstwettbewerben.

## Teilnehmer nach Sportarten

### Basketball
Männer
- 9. Platz

- Kader
Jiří Čtyroký
Alois Dvořáček
Ludvík Dvořáček
František Hájek
Vítězslav Hloušek
Josef Klíma
Karel Kuhn
Josef Moc
František Picek
Hubert Prokop
Ladislav Prokop
Ladislav Trpkoš

### Boxen
Männer
- Rudolf Bezděk
Fliegengewicht: 1. Runde

- František Doležal
Bantamgewicht: 1. Runde

- Josef Jelen
Federgewicht: 2. Runde

- Jan Chytrý
Leichtgewicht: 1. Runde

- Stanislav Rajdl
Weltergewicht: 1. Runde

- Josef Hrubeš
Mittelgewicht: Viertelfinale

- František Havelka
Halbschwergewicht: Viertelfinale

- Rudolf Kus
Schwergewicht: 2. Runde

### Fechten
| Männer - Jiří Jesenský Florett, Einzel: Viertelfinale Florett, Mannschaft: Viertelfinale - Bohuslav Kirchmann Florett, Einzel: Achtelfinale Florett, Mannschaft: Viertelfinale Degen, Mannschaft: Viertelfinale Säbel, Einzel: Vorrunde Säbel, Mannschaft: Viertelfinale - Hervarth Frass von Friedenfeldt Florett, Einzel: Vorrunde Florett, Mannschaft: Viertelfinale Säbel, Einzel: Viertelfinale Säbel, Mannschaft: Viertelfinale - Josef Hildebrand Florett, Mannschaft: Viertelfinale Säbel, Mannschaft: Viertelfinale - František Vohryzek Florett, Mannschaft: Viertelfinale Degen, Einzel: Vorrunde Degen, Mannschaft: Viertelfinale - Josef Kunt Degen, Einzel: Vorrunde Degen, Mannschaft: Viertelfinale - Robert Bergmann Degen, Einzel: Vorrunde Degen, Mannschaft: Viertelfinale - Alfred Klausnitzer Degen, Mannschaft: Viertelfinale - Václav Rais Degen, Mannschaft: Viertelfinale - Josef Benedik Säbel, Einzel: Viertelfinale Säbel, Mannschaft: Viertelfinale - Josef Jungmann Säbel, Mannschaft: Viertelfinale | Frauen - Carmen Raisová Florett, Einzel: Vorrunde - Marie Šedivá Florett, Einzel: Vorrunde |

### Gewichtheben
Männer
- František Šimůnek
Federgewicht: 18. Platz

- Antonín Balda
Leichtgewicht: 13. Platz

- Josef Hantych
Mittelgewicht: 10. Platz

- Josef Brumlík
Leichtschwergewicht: 12. Platz

- Václav Pšenička senior
Schwergewicht: Silber

- Václav Bečvář
Schwergewicht: 11. Platz

### Kanu
Männer
- Emil Šmatlák
Kajak-Einer, 1000 Meter: Vorrunde

- František Brzák
Kajak-Einer, 10.000 Meter: 6. Platz

- František Brzák & Josef Dusil
Kajak-Zweier, 1000 Meter: 4. Platz

- Zdeněk Černický & Jaroslav Humpál
Kajak-Zweier, 10.000 Meter: 8. Platz

- Bohuslav Karlík
Canadier-Einer, 1000 Meter: Silber

- Jan Brzák-Felix & Vladimír Syrovátka
Canadier-Zweier, 1000 Meter: Gold

- Václav Mottl & Zdeněk Škrland
Canadier-Zweier, 10.000 Meter: Gold

- František Svoboda
Kajak-Einer (Faltboot), 10 Kilometer: 5. Platz

- Ludvík Klíma & Otakar Kouba
Kajak-Zweier (Faltboot), 10 Kilometer: 5. Platz

### Leichtathletik
| Männer - Karel Kněnický 400 Meter: Viertelfinale 4 × 400 Meter: Vorläufe - Stanislav Otáhal 800 Meter: Vorläufe - Evžen Rošický 800 Meter: Vorläufe 4 × 400 Meter: Vorläufe - Bedřich Hošek 1500 Meter: Vorläufe 3000 Meter Hindernis: Vorläufe - Ludvík Bombík 10.000 Meter: 17. Platz - Miloslav Luňák Marathon: 19. Platz - Ján Takáč Marathon: 21. Platz - Josef Šulc Marathon: 38. Platz - Ludvík Kománek 110 Meter Hürden: Vorläufe - Ernst Berndt 400 Meter Hürden: Vorläufe - Václav Hošek 3000 Meter Hindernis: Vorläufe - Josef Hušek 3000 Meter Hindernis: Vorläufe - Břetislav Krátký 4 × 400 Meter: Vorläufe Hochsprung: 32. Platz in der Qualifikation - Heinz Lorenz 4 × 400 Meter: Vorläufe - Jaroslav Štork 50 Kilometer Gehen: 4. Platz - Zdeněk Sobotka Hochsprung: 32. Platz in der Qualifikation - Jan Korejs Stabhochsprung: 6. Platz - Miroslav Klásek Stabhochsprung: 17. Platz - Josef Vosolsobě Weitsprung: 13. Platz - Jiří Hoffmann Weitsprung: in der Qualifikation ausgeschieden - Rudolf Polame Weitsprung: in der Qualifikation ausgeschieden - František Douda Kugelstoßen: 7. Platz - Karel Hoplíček Kugelstoßen: 15. Platz - Jaroslav Vítek Kugelstoßen: in der Qualifikation ausgeschieden - Valér Barač Diskuswurf: in der Qualifikation ausgeschieden - Miroslav Vítek Diskuswurf: in der Qualifikation ausgeschieden - Jaroslav Eliáš Hammerwurf: in der Qualifikation ausgeschieden - Jaroslav Knotek Hammerwurf: in der Qualifikation ausgeschieden - Josef Klein Speerwurf: 22. Platz in der Qualifikation Zehnkampf: 16. Platz - Pavol Mal'a Speerwurf: 26. Platz in der Qualifikation | Frauen - Margaréta Schieferová Diskuswurf: 12. Platz |

### Radsport
Männer
- Josef Lošek
Straßenrennen, Einzel: 16. Platz
Straßenrennen, Mannschaft: unbekannt

- Vilém Jakl
Straßenrennen, Einzel: unbekannt
Straßenrennen, Mannschaft: unbekannt

- Hans Leutelt
Straßenrennen, Einzel: unbekannt
Straßenrennen, Mannschaft: unbekannt

- Miloslav Loos
Straßenrennen, Einzel: unbekannt
Straßenrennen, Mannschaft: unbekannt

### Reiten
Männer
- František Jandl
Dressur, Einzel: 13. Platz
Dressur, Mannschaft: 8. Platz

- Matěj Pechman
Dressur, Einzel: 24. Platz
Dressur, Mannschaft: 8. Platz

- Otto Schöniger
Dressur, Einzel: 29. Platz
Dressur, Mannschaft: 8. Platz

- Miloslav Buzek
Springen, Einzel: 27. Platz
Springen, Mannschaft: DNF

- Julius Čoček
Springen, Einzel: DNF
Springen, Mannschaft: DNF

- Josef Seyfried
Springen, Einzel: DNF
Springen, Mannschaft: DNF

- Václav Procházka
Vielseitigkeitsreiten, Einzel: 20. Platz
Vielseitigkeitsreiten, Mannschaft: 4. Platz

- Josef Dobeš
Vielseitigkeitsreiten, Einzel: 23. Platz
Vielseitigkeitsreiten, Mannschaft: 4. Platz

- Otomar Bureš
Vielseitigkeitsreiten, Einzel: 27. Platz
Vielseitigkeitsreiten, Mannschaft: 4. Platz

### Ringen
Männer
- Ferdinand Hýža
Bantamgewicht, griechisch-römisch: 3. Runde

- František Janda
Federgewicht, griechisch-römisch: 3. Runde

- Jozef Herda
Leichtgewicht, griechisch-römisch: Silber

- Karel Zvonař
Weltergewicht, griechisch-römisch: 3. Runde

- Josef Přibyl
Mittelgewicht, griechisch-römisch: 3. Runde

- František Mráček
Halbschwergewicht, griechisch-römisch: 2. Runde

- Josef Klapuch
Schwergewicht, griechisch-römisch: 3. Runde
Schwergewicht, Freistil: Silber

- Antonín Nič
Bantamgewicht, Freistil: 2. Runde

- Karel Kváček
Federgewicht, Freistil: 2. Runde

- Václav Brdek
Leichtgewicht, Freistil: 2. Runde

- Alois Samec
Weltergewicht, Freistil: 2. Runde

- Jaroslav Sysel
Mittelgewicht, Freistil: 5. Platz

- Hubert Prokop
Halbschwergewicht, Freistil: 3. Runde

### Rudern
Männer
- Jiří Zavřel
Einer: Hoffnungslauf

- Josef Straka & Vladimír Vaina
Doppelzweier: Hoffnungslauf

- Josef Jabor, Alfred Lerbretier, František Maloň, Jan Matoušek & Jaroslav Mysliveček
Vierer mit Steuermann: Hoffnungslauf

- Rudolf Baránek, Karel Brandstätter, Jan Holobrádek, Antonín Hrstka, František Kobzík, Pavel Parák, Bedřich Procházka, František Šír & Ladislav Smolík
Achter: Hoffnungslauf

### Schießen
Männer
- Jan Gasche
Schnellfeuerpistole: 14. Platz

- František Pokorný
Schnellfeuerpistole: 25. Platz
Kleinkaliber, liegend: DNF

- Josef Kopecký
Schnellfeuerpistole: unbekannt

- Václav Krecl
Freie Pistole: 23. Platz

- Jan Koller
Freie Pistole: 34. Platz

- František Čermák
Kleinkaliber, liegend: 36. Platz

- Jaroslav Mach
Kleinkaliber, liegend: 44. Platz

### Schwimmen
| Männer - Felix Erbert 200 Meter Brust: Halbfinale | Frauen - Eliška Boubelová 200 Meter Brust: Vorrunde - Irma Schramková 100 Meter Freistil: Vorrunde 400 Meter Freistil: Halbfinale |

### Segeln
- Miloslav Brepta / Vítězslav Pavlousek
O-Jolle: 25. Platz

### Turnen
| Männer - Jan Gajdoš Einzelmehrkampf: 27. Platz Mannschaftsmehrkampf: 4. Platz Boden: 13. Platz Pferd: 23. Platz Barren: 29. Platz Reck: 59. Platz Ringe: 21. Platz Seitpferd: 57. Platz - Alois Hudec Einzelmehrkampf: 4. Platz Mannschaftsmehrkampf: 4. Platz Boden: 11. Platz Pferd: 18. Platz Barren: 4. Platz Reck: 10. Platz Ringe: Gold Seitpferd: 26. Platz - Jaroslav Kollinger Einzelmehrkampf: 23. Platz Mannschaftsmehrkampf: 4. Platz Boden: 36. Platz Pferd: 27. Platz Barren: 20. Platz Reck: 49. Platz Ringe: 7. Platz Seitpferd: 40. Platz - Emanuel Löffler Einzelmehrkampf: 40. Platz Mannschaftsmehrkampf: 4. Platz Boden: 12. Platz Pferd: 66. Platz Barren: 36. Platz Reck: 81. Platz Ringe: 10. Platz Seitpferd: 38. Platz - Vratislav Petráček Einzelmehrkampf: 34. Platz Mannschaftsmehrkampf: 4. Platz Boden: 48. Platz Pferd: 42. Platz Barren: 16. Platz Reck: 56. Platz Ringe: 12. Platz Seitpferd: 60. Platz - Bohumil Povejšil Einzelmehrkampf: 69. Platz Mannschaftsmehrkampf: 4. Platz Boden: 29. Platz Pferd: 43. Platz Barren: 42. Platz Reck: 36. Platz Ringe: 66. Platz Seitpferd: 102. Platz - Jan Sládek Einzelmehrkampf: 26. Platz Mannschaftsmehrkampf: 4. Platz Boden: 46. Platz Pferd: 30. Platz Barren: 37. Platz Reck: 40. Platz Ringe: 34. Platz Seitpferd: 28. Platz - Jindřich Tintěra Einzelmehrkampf: 38. Platz Mannschaftsmehrkampf: 4. Platz Boden: 53. Platz Pferd: 22. Platz Barren: 32. Platz Reck: 54. Platz Ringe: 27. Platz Seitpferd: 50. Platz | Frauen - Jaroslava Bajerová - Vlasta Děkanová - Božena Dobešová - Vlasta Foltová - Anna Hřebřinová - Matylda Pálfyová - Zdeňka Veřmiřovská - Marie Větrovská Mannschaftsmehrkampf: Silber |

### Wasserball
Männer
- Vorrunde

- Kader
Lešek Boubela
Josef Bušek
Kurt Epstein
Konstantin Koutek
Josef Medřický
Karel Schmuck
Hugo Vondřejc

### Wasserspringen
Männer
- Václav Kacl
Turmspringen: 19. Platz

- František Leikert
Kunstspringen: 9. Platz
Turmspringen: 16. Platz

- Josef Nesvadba
Kunstspringen: 15. Platz
Turmspringen: 26. Platz